# 若柳村
若柳村（わかやなぎむら）は、昭和30年（1955年）まで岩手県胆沢郡にあった村。現在の奥州市胆沢若柳にあたる。

## 地理
- 河川：胆沢川

## 沿革
- 明治8年（1875年）10月17日 - 水沢県による村落統合にともない、新里村と柳田村が合併して東田村となる。
- 明治22年（1889年）4月1日 - 町村制施行にともない、若柳村と東田村のうち旧新里村域が合併して新制の若柳村が発足。
- 昭和30年（1955年）4月1日 - 小山村・南都田村と合併し、胆沢村となる。

## 行政
- 歴代村長

| 代     | 氏名       | 就任                      | 退任                       | 備考 |
| ------ | ---------- | ------------------------- | -------------------------- | ---- |
| 1      | 迎信行     | 明治22年（1889年）6月22日 | 不詳                       |      |
| 2      | 阿部勝治   | 明治29年（1896年）2月25日 | 不詳                       |      |
| 3      | 千田亀治   | 明治32年（1899年）9月20日 | 不詳                       |      |
| 4      | 亀井竹松   | 明治38年（1905年）8月2日  | 不詳                       |      |
| 5〜6   | 千葉栄助   | 明治42年（1909年）8月23日 | 不詳                       |      |
| 7      | 阿部泰治   | 大正6年（1917年）11月13日 | 大正9年（1920年）10月13日  |      |
| 8      | 小幡直助   | 大正10年（1921年）1月28日 | 大正14年（1925年）1月27日  |      |
| 9      | 千田安治   | 大正14年（1925年）4月10日 | 昭和3年（1928年）12月2日   |      |
| 10〜11 | 亀井慶五郎 | 昭和4年（1929年）2月5日   | 昭和12年（1937年）2月4日   |      |
| 12〜13 | 千田清作   | 昭和12年（1937年）3月8日  | 昭和18年（1943年）5月5日   |      |
| 14     | 高橋貞蔵   | 昭和18年（1943年）6月1日  | 昭和21年（1946年）12月22日 |      |
| 15〜16 | 小野寺太平 | 昭和22年（1947年）4月10日 | 昭和30年（1955年）3月31日  |      |